# Étienne Mejan
Pour les articles homonymes, voir Méjan.
Étienne Pierre, comte Mejan, ou Mejean, né le 11 février 1766 à Montpellier et mort le 19 août 1846 à Munich, est un avocat, journaliste et haut fonctionnaire français.

## Biographie
Mejan vint fort jeune à Paris dans l'intention d'y exercer la profession d'avocat.

### Journaliste sous la Révolution française
Les États généraux de 1789 allaient s'assembler ; la Révolution française, qui fut le résultat immédiat de leurs premières séances, dispersa les professeurs et les élèves, et chacun d'eux chercha à jouer un rôle dans la nouvelle ère qui s'ouvrait.
Mejan fit connaissance avec Hugues-Bernard Maret, et ils commencèrent ensemble un petit journal intitulé Bulletin de l'Assemblée (où les débats de l'assemblée étaient résumés avec exactitude et objectivité) inséré dans Le Moniteur universel. Il travailla aussi, assez longtemps, au Moniteur, et ne contribua pas peu à lui donner de l'intérêt par l'habileté avec laquelle il savait saisir l'analyse de tous les discours.
Avec ce talent, joint à beaucoup d'agrément dans l'esprit et à une conversation animée, il était facile à M. Mejan de faire des connaissances utiles ; il fut surtout remarqué par Mirabeau, qui l'associa à la rédaction de son journal, le Courier de Provence. Ses principes furent constamment amis de la liberté constitutionnelle. Il fit aussi connaissance avec Frochot, ami particulier de Mirabeau.
Pendant les deux premières assemblées (Constituante puis Législative), Mejan s'occupa de journalisme et de quelques écrits sur la politique, mais toujours dans un sens modéré. Il passa dans l'obscurité le temps de la Terreur et s'occupa de sa profession d'avocat.
Après le coup d'État du 9 thermidor an II, il travailla avec Dupont de Nemours, au journal L'Historien.
Après le coup d'État du 18 brumaire an VIII, le général Bonaparte, qui voulait flatter à la fois les partisans de la monarchie et ceux de la Révolution, crut remplir ce but en donnant sa confiance aux amis de Mirabeau : il nomma Frochot préfet de la Seine, et Mejan secrétaire général de la préfecture.

### Secrétaire du Prince Eugène à Milan
Voulant se faire couronner roi d'Italie, Napoléon envoya devant lui Eugène de Beauharnais, qu'il avait dessein d'y établir son vice-roi, et lui donna Mejan pour guide, avec le titre de secrétaire de ses commandements. Cet emploi exigeait de l'expérience : il fallait diriger l'administration d'un peuple dont Mejan ne connaissait pas plus que le prince le caractère et les préventions, et accréditer en même temps le nouveau gouvernement. Les fonctions de Mejan lui faisaient jouer un rôle de ministre car il paraissait réviser le travail des autres, et, dans cette révision, il ne put pas toujours échapper au mécontentement.
Napoléon Ier l'en dédommagea suffisamment en le comblant d'honneurs : il le fit comte de l'Empire et du Royaume, conseiller d'État, officier de la Légion d'honneur et commandeur de l'ordre de la Couronne de fer. Ces faveurs ajoutèrent beaucoup à ses honoraires déjà très considérables.
Le caractère obligeant de Mejan le portait à répondre par des promesses flatteuses à toutes les demandes. Rarement les promesses avaient leur effet, et les Italiens l'appelaient uan Gran Promettitore. Il passait parmi eux pour le rédacteur de la plupart des proclamations du vice-roi. On lui a attribué celle par laquelle, afin de consoler d'une forte augmentation d'impôts les contribuables déjà très grevés, on cherchait à leur persuader qu'ils payaient beaucoup moins qu'au temps du gouvernement de l'Autriche, c'est-à-dire lorsqu'ils ne payaient presque rien. Cette proclamation ne resta pas longtemps affichée : une main invisible la fit enlever.
Après la convention du 16 avril 1814, par laquelle il avait été convenu, avec les généraux autrichiens, que les troupes françaises qui faisaient partie de l'armée du prince vice-roi rentreraient dans les limites de l'ancienne France, au-delà des Alpes, le vice-roi adressa encore aux troupes françaises une proclamation qui irrita ses ennemis, et servit de prétexte à l'insurrection et au massacre du 20 avril, dont Mejan faillit être une des victimes, parce qu'on le croyait l'auteur de cette pièce. La phrase qui avait excité la rumeur était celle où le vice-roi, parlant aux soldats français, qu'il congédiait, leur dit :

« Il m'eût été bien doux de vous y ramener (dans vos foyers)… Mais il est d'autres devoirs qui m'ordonnent de me séparer de vous. Un peuple bon, généreux et fidèle, a des droits sur le restant de mon existence, que je lui ai consacrée depuis dix ans. Aussi longtemps qu'il me sera permis de m'occuper de son bonheur, qui fut toujours l'occupation la plus chère de ma vie, je ne demande pour moi aucune autre destination. »

— Mantoue, 17 avril.
Dans une lettre du 20 avril que Étienne Mejan écrit à Gian Giacomo Trivulzio, se référant à sa rencontre du 15 avec le duc de Lodi, le secrétaire d'Eugène définit Francesco Melzi d'Eril « le plus faux et le plus méprisable des hommes ».
Mejan était venu à Milan pour se concerter avec le Sénat, afin que le prince Eugène fût demandé aux alliés pour roi d'Italie, et le fâcheux résultat de cette démarche l'avait fait retourner promptement au quartier-général, d'où il revint à Paris sans passer par Milan.
D'Italie, il n'eut à rapporter que ses livres. Porté par goût, et peut-être aussi par devoir, à une représentation dispendieuse, obligé de recevoir les notables locaux et tous les étrangers de quelque distinction, Mejan y avait consacré tous les revenus de ses places ; et les voyageurs qu'il reçut pouvait témoigner de l'espèce de somptuosité qu'il y mettait, et de l'exquise urbanité avec laquelle il leur faisait les honneurs de sa maison. On assure que le prince Eugène lui fit une pension.
En 1816, le comte Mejan se fixa à Munich, où il avait suivi Eugène de Beauharnais, devenu duc de Leuchtenberg après son mariage avec Augusta, fille de Maximilien Ier. Très attaché à cette famille, il devint gouverneur des enfants du prince puis chambellan du roi de Bavière et resta à Munich jusqu'à la fin de sa vie. Un de ses deux fils périt dans la campagne de Moscou et l'autre devint aide de camp chef d'escadron en exercice auprès du prince Eugène.
On a de lui : Collection complète des travaux de M. Mirabeau l'aîné à l'assemblée nationale, précédée de tous les discours et ouvrages du même auteur, Paris, 1791-1792, 5 vol. in-8°.

## Vie familiale
Marié, Étienne Pierre Mejan eut deux fils :
1. Le plus jeune de ses deux fils, qui accompagnaient leur père pendant la campagne de Russie (1812), est mort à la bataille de Polotsk[2].
2. Maurice Henri (vers 1787/1788 † 18 octobre 1857 - München) devint aide de camp chef d'escadron auprès du prince Eugène, marié à la pianiste Françoise de Spielmann[3]. Leur fils était Eugène Auguste (14 janvier 1814 † 24 août 1838 - Nouvelle-Orléans), comte Mejan, consul général de France.

Mejan avait également deux frères :
- Louis-Joseph Mejan (1764 † 1831), colonel d'infanterie légère, officier de la Légion d'honneur ;
- Maurice Mejan[4]  ( † 1823 - Provins), avocat au Parlement de Provence, à Paris et à la Cour de cassation. Maurice Mejan fut un des hommes qui, entre 1814 et la seconde Restauration, se prononcèrent avec le plus d'énergie pour la cause royaliste. Il fit paraître pendant les Cent-Jours, quatre brochures qu'il n'eut pas craint de signer[5].

## Titres
- Comte Mejan et de l'Empire (décret du 15 août 1809, lettres patentes du 31 janvier 1810 (Paris)).
- Comte du royaume d'Italie (décret de décembre 1810).

## Armoiries
| Figure | Blasonnement |
|        | Armes du comte Mejan et de l'Empire, D'or, à un palmier de sinople, terrassé du même, soutenu d'une rivière d'argent, chargé d'un poisson d'azur ; sur le tout d'azur à un caducée d'or ; au franc-quartier brochant des comtes officiers attachés à la Maison des princes, qui est d'azur au portique d'or, au milieu duquel sont inscrites les lettres D : J : du même,. Livrées : les couleurs de l'écu, le verd en bordure seulement. |
|        | Armes de comte du Royaume, Écartelé : au 1, des comtes conseillers d'État (du Royaume) ; au 2, de gueules échiqueté ondé en fasce d'or et chargé d'une étoile du même ; au 3, d'azur au cœur d'argent ; au 4, d'argent au saule de sinople accompagné de cinq feuilles de gueules en chef et en flancs et d'une molette d’éperon de sable en pointe.                                                                                      |